# Едгарас Венцкайтіс
Едгарас Венцкайтіс (лит. Edgaras Venckaitis; нар. 12 грудня 1985, Таураге, Тауразький повіт, Литовська РСР) — литовський борець греко-римського стилю, бронзовий призер чемпіонату світу, учасник двох Олімпійських ігор.

## Біографія
Боротьбою займається з 1999 року. Був срібним призером чемпіонату Європи 2002 року серед кадетів. Двоє його братів — старший Валдемарас і молодший Даріус — теж займаються греко-римською боротьбою. Валдемарас — учасник літніх Олімпійських ігор 2008 року в Пекіні та бронзовий призер чемпіонату світу 2007 року у вазі до 74 кг.

## Виступи на Олімпіадах
| Змагання                    | Збірна | Вагова категорія | Місце |
| --------------------------- | ------ | ---------------- | ----- |
| Літні Олімпійські ігри 2012 | Литва  | 66 кг            | 7     |
| Літні Олімпійські ігри 2016 | Литва  | 66 кг            | 11    |

## Виступи на Чемпіонатах світу
| Змагання                        | Збірна | Вагова категорія | Місце  |
| ------------------------------- | ------ | ---------------- | ------ |
| Чемпіонат світу з боротьби 2005 | Литва  | 60 кг            | 19     |
| Чемпіонат світу з боротьби 2009 | Литва  | 66 кг            | 17     |
| Чемпіонат світу з боротьби 2010 | Литва  | 60 кг            | 12     |
| Чемпіонат світу з боротьби 2011 | Литва  | 66 кг            | 14     |
| Чемпіонат світу з боротьби 2013 | Литва  | 66 кг            | 17     |
| Чемпіонат світу з боротьби 2014 | Литва  | 66 кг            | Бронза |
| Чемпіонат світу з боротьби 2015 | Литва  | 66 кг            | 32     |

## Виступи на Чемпіонатах Європи
| Змагання                         | Збірна | Вагова категорія | Місце |
| -------------------------------- | ------ | ---------------- | ----- |
| Чемпіонат Європи з боротьби 2005 | Литва  | 55 кг            | 21    |
| Чемпіонат Європи з боротьби 2006 | Литва  | 60 кг            | 19    |
| Чемпіонат Європи з боротьби 2007 | Литва  | 66 кг            | 14    |
| Чемпіонат Європи з боротьби 2009 | Литва  | 66 кг            | 19    |
| Чемпіонат Європи з боротьби 2010 | Литва  | 66 кг            | 8     |
| Чемпіонат Європи з боротьби 2011 | Литва  | 66 кг            | 14    |
| Чемпіонат Європи з боротьби 2012 | Литва  | 66 кг            | 16    |
| Чемпіонат Європи з боротьби 2014 | Литва  | 66 кг            | 11    |
| Чемпіонат Європи з боротьби 2016 | Литва  | 66 кг            | 5     |

### Виступи на Європейських іграх
| Змагання              | Збірна | Вагова категорія | Місце |
| --------------------- | ------ | ---------------- | ----- |
| Європейські ігри 2015 | Литва  | 66 кг            | 23    |

## Виступи на інших змаганнях
| Змагання                                                                        | Збірна | Вагова категорія | Місце  |
| ------------------------------------------------------------------------------- | ------ | ---------------- | ------ |
| Гран-прі Німеччини з боротьби 2005                                              | Литва  | 60 кг            | 13     |
| Олімпійський кваліфікаційний турнір з греко-римської боротьби 2008 (Роме-Остія) | Литва  | 60 кг            | 10     |
| Олімпійський кваліфікаційний турнір з греко-римської боротьби 2008 (Новий Сад)  | Литва  | 60 кг            | 5      |
| Міжнародний турнір «Cristo Lutte» 2009                                          | Литва  | 66 кг            | 10     |
| Гран-прі Німеччини з боротьби 2009                                              | Литва  | 66 кг            | 27     |
| Гран-прі Німеччини з боротьби 2010                                              | Литва  | 66 кг            | 11     |
| Чемпіонат світу з боротьби серед військовослужбовців 2010                       | Литва  | 66 кг            | 5      |
| Турнір Германа Каре 2011                                                        | Литва  | 66 кг            | Срібло |
| Міжнародний турнір «Cristo Lutte» 2011                                          | Литва  | 66 кг            | 7      |
| Північний чемпіонат з боротьби 2011                                             | Литва  | 66 кг            | 6      |
| Кубок Владислава Питласинські 2011                                              | Литва  | 66 кг            | 30     |
| Меморіал Олега Караваєва 2011                                                   | Литва  | 66 кг            | 9      |
| Тестовий турнір FILA 2011                                                       | Литва  | 66 кг            | 8      |
| Турнір Германа Каре 2012                                                        | Литва  | 66 кг            | 8      |
| Турнір Дана Колова — Николи Петрова 2012                                        | Литва  | 66 кг            | 7      |
| Олімпійський кваліфікаційний турнір з греко-римської боротьби 2012 (Софія)      | Литва  | 66 кг            | Срібло |
| Міжнародний меморіал Дейва Шульца 2013                                          | Литва  | 66 кг            | Бронза |
| Кубок Якоба Курбі 2013                                                          | Литва  | 66 кг            | Срібло |
| Кубок Владислава Пітласинські 2013                                              | Литва  | 66 кг            | 12     |
| Кубок Вантаа з боротьби 2013                                                    | Литва  | 66 кг            | Золото |
| Меморіал Олега Караваєва 2013                                                   | Литва  | 66 кг            | 8      |
| Золотий Гран-прі з боротьби 2014                                                | Литва  | 66 кг            | 19     |
| Гран-прі Німеччини з боротьби 2014                                              | Литва  | 66 кг            | 18     |
| Кубок Владислава Пітласинські 2014                                              | Литва  | 66 кг            | Бронза |
| Гран-прі Німеччини з боротьби 2015                                              | Литва  | 66 кг            | 11     |
| Гран-прі FILA 2015                                                              | Литва  | 66 кг            | 12     |
| Турнір Вехбі Емре 2015                                                          | Литва  | 66 кг            | 20     |
| Кубок Владислава Пітласинські 2015                                              | Литва  | 66 кг            | 28     |
| Турнір Германа Каре 2016                                                        | Литва  | 66 кг            | 5      |
| Олімпійський кваліфікаційний турнір з греко-римської боротьби 2016 (Зренянин)   | Литва  | 66 кг            | 8      |
| Олімпійський кваліфікаційний турнір з греко-римської боротьби 2016 (Улан-Батор) | Литва  | 66 кг            | Бронза |
| Кубок Владислава Пітласинські 2016                                              | Литва  | 66 кг            | 20     |